# Östra Husby
Östra Husby é uma localidade situada na Norrköping, Gotlândia Oriental, Suécia com 792 habitantes em 2010. Fica a 20 quilômetros a leste de Norrköping e 16 quilômetros a nordeste de Söderköping, Suécia. É considerada uma comunidade-dormitório, pois há apenas algumas lojas na cidade e uma escola (escola primária) para que a maioria das pessoas possam trabalhar, continuar com sua educação e fazer compras em Norrköping.